# Совмещённая фонограмма
Совмещённая фоногра́мма — фонограмма, размещённая на общем носителе с изображением в кинематографе и видеозаписи. Чаще всего понятие употребимо применительно к оптической или магнитной фонограммам, нанесённым на киноплёнку в совмещённых фильмокопиях. За счёт использования общего носителя при демонстрации фильмов с совмещённой фонограммой синхронизация звука с изображением не требуется.
Опти́ческая фоногра́мма, фотографи́ческая фоногра́мма — одна или несколько дорожек с оптической записью звука на киноплёнке, предназначенных для воспроизведения фотоэлектрическим методом. 
Магнитная фонограмма получается в результате копирования звуковой дорожки фильма на полоски магнитного лака, нанесённые на киноплёнку со стороны подложки. Большинство современных кинематографических систем рассчитано на использование оптических или магнитных совмещённых фонограмм, однако некоторые из них, такие как IMAX, предусматривают отдельный носитель в виде оптического диска или магнитной ленты, требующих дополнительной синхронизации с изображением.

## Технология изготовления
Первоначально в профессиональном кинематографе оптическая фонограмма записывалась непосредственно с микрофонов на специальную «фонограммную» киноплёнку отдельным аппаратом. Синхронизация соблюдалась за счёт общего привода или синхронных электродвигателей в раздельных механизмах киносъёмочного и звукозаписывающего аппаратов. 
Питание на электродвигатели обоих аппаратов подавалось от общего источника переменного тока, обеспечивая синфазность их вращения. Отдельная киноплёнка необходима из-за смещения фонограммы относительно изображения на общем носителе, затрудняющего монтаж звукового фильма. Кроме того, в большинстве случаев для записи звука и изображения требуются различные фотографические характеристики киноплёнки. Поэтому синхронная съёмка с созданием совмещённой фонограммы непосредственно на исходном негативе, использовалась только в первые годы развития звукового кино. В дальнейшем технология нашла ограниченное применение в документальном кино и на телевидении в узкоплёночных камерах, а звук художественных фильмов записывался на отдельный носитель. 
Записанный на отдельной киноплёнке негатив фонограммы после лабораторной обработки мог быть использован для печати совмещённых фильмокопий, однако, предварительно с него печатался рабочий позитив фонограммы, который монтировался параллельно с рабочим позитивом изображения. Смонтированные рабочие позитивы изображения и фонограммы сдавались приёмной комиссии, утверждавшей фильм «на двух плёнках». С распространением магнитной звукозаписи классическая технология получения оптической фонограммы уступила место «магнитофотографическому» процессу. В СССР полный переход на магнитную технологию изготовления первичных фонограмм первой осуществила Киностудия имени А. Довженко в 1949—1950 годах. При магнитофотографическом процессе исходные фонограммы записываются на магнитную ленту. После монтажа и сведения нескольких исходных фонограмм в одну общую, она перезаписывается с магнитной ленты на киноплёнку. Проявленная оптическая фонограмма (негатив перезаписи) используется для изготовления совмещённой фонограммы фильмокопий. Для получения негатива перезаписи на 35-мм киноплёнке в СССР использовались звукозаписывающие аппараты «1Д—3». Аналогичное устройство под названием «1Д—4» позволяло записывать одновременно две звуковые дорожки на киноплёнке шириной 32-мм (2×16), предназначенной для печати 16-мм фильмокопий.
Фильмокопии для кинопроката печатаются на кинокопировальных фабриках с дубльнегативов, получаемых с мастер-позитива, на котором в процессе печати обычно происходит совмещение изображения и оптической звуковой дорожки. Фотографическая фонограмма печатается контактным способом с негатива перезаписи только при непрерывном движении киноплёнки. В кинокопировальных аппаратах прерывистой печати фонограмма копируется на отдельном барабане. В аппаратах непрерывной (ротационной) печати фонограмма может печататься на общем барабане с изображением, если оригиналом служит совмещённый дубльнегатив, или в отдельном «звукоблоке». В последнем случае, характерном для изготовления монтажных фильмокопий, печать с негатива изображения происходит на одном барабане, а с негатива фонограммы — на другом. 
Со второй половины 1950-х годов кроме оптической совмещённой фонограммы в кинематографических системах «Синемаскоп» и «Todd AO», а также их вариациях получила распространение магнитная. Дорожки магнитного лака наносились на соответствующие участки фильмокопии после её химико-фотографической обработки. В СССР для этого использовались специальные поливочные машины «МП-4», «МП-6» и «МП-7» производительностью 1400—2000 погонных метров в час. Затем на эти дорожки магнитными головками специальных электрокопировальных установок копировали оригинал фонограммы фильма, записанный на магнитной ленте. Магнитная фонограмма «Синемаскоп» (как и её советского аналога «Широкий экран») состояла из четырёх дорожек, нанесённых снаружи и изнутри перфорации. В результате фильмокопия содержала три фронтальных канала звука и один эффектный: с помощью записанного на четвёртой дорожке управляющего сигнала звуковые эффекты подавались на дополнительные громкоговорители, размещённые вокруг зрителей. Шестиканальная фонограмма «Todd AO» также размещалась на четырёх магнитных дорожках, и предусматривала пять фронтальных каналов и один эффектный, работавший по принципу, сходному с широкоэкранными фильмокопиями. В конце 1960-х годов магнитные совмещённые фонограммы широкоэкранных «стереофонических» фильмокопий стали заменять оптической дорожкой, размещённой там же, где и в классическом формате. Это было связано с многочисленными неудобствами, недолговечностью и более низким качеством магнитных фонограмм на киноплёнке по сравнению с записанными на обычной магнитной ленте. 
По этим же причинам от магнитных дорожек позднее отказались и на широкоформатных фильмокопиях. Им на смену пришли цифровые оптические фонограммы, обладающие улучшенным звучанием по сравнению с аналоговыми оптическими и магнитными фонограммами. В настоящее время в кинопроизводстве используется цифровая звукозапись первичной фонограммы, которая в дальнейшем перекодируется в цифровые и аналоговую оптические совмещённые фонограммы. Современные фильмокопии могут содержать до трёх совмещённых фонограмм, одна из которых аналоговая, а две другие — цифровые. Как правило, это фонограммы, закодированные в системах SDDS «Sony» и Dolby Digital. Для воспроизведения таких фонограмм на кинопроектор устанавливается специальный цифровой звукоблок, поддерживающий одну из систем. Печать нескольких фонограмм предназначена для совместимости фильмокопий с наибольшим количеством кинотеатров, поддерживающих разные системы.

## Многоканальные фонограммы
Цифровые и аналоговые фонограммы, используемые в современных фильмокопиях, содержат несколько каналов звуковой информации для создания объёмного звучания и эффекта следования звука за своим источником на экране. Идея многоканальной оптической дорожки появилась одновременно с появлением звукового кино, но впервые реализована в 1940 году в системе оптической звукозаписи «Фантасаунд», не получившей распространения из-за сложности. Первые массовые системы многоканального звука форматов «Синерама» и «Кинопанорама» были основаны на отдельной магнитной ленте. Совмещённые многоканальные фонограммы появились только после изобретения технологии нанесения магнитного лака на киноплёнку. Первым был четырёхканальный звук системы «Синемаскоп», а вслед за ним шестиканальный звук появился в широкоформатной системе «Todd AO». Современные цифровые оптические фонограммы позволяют записывать от 5 до 8 независимых каналов звука.

## Современные совмещённые фонограммы
Наиболее высокую отдачу обеспечивает оптическая фонограмма на чёрно-белых киноплёнках, состоящая из металлического серебра. Появление цветного кино на многослойных киноплёнках заставило искать способы улучшения качества фонограммы, поскольку изображение таких киноплёнок состоит из красителей, а серебро растворяется на стадии отбеливания. Фонограмма, состоящая из красителей, обладает более низким качеством звучания, поскольку значительно хуже, чем серебро, задерживает сине-фиолетовое излучение, к которому наиболее чувствительны самые распространённые типы фотоэлементов. Таким недостатком не обладали фильмокопии, отпечатанные гидротипным способом, поскольку их фонограмма состояла из серебра чёрно-белого бланкфильма, на который предварительно печаталась. Однако, гидротипный способ печати фильмокопий сравнительно дорог, и распространение получила технология изготовления серебряной фонограммы на цветных многослойных киноплёнках. Для получения серебряной фонограммы применялись специальные проявочные машины, раздельно обрабатывавшие участки с изображением и фонограммой. Уменьшения эффекта заплывания добивались печатью только в верхнем пурпурном слое киноплёнки. На участок киноплёнки с отпечатанной таким образом фонограммой специальным аппликаторным устройством наносился вязкий защитный слой, препятствующий действию отбеливателя. В результате, серебро, находившееся в месте расположения фонограммы, оставалось в киноплёнке.
С 2006 года начала повсеместно использоваться технология так называемых циановых фонограмм (англ. Dye Track). Такая фонограмма состоит только из голубого (англ. cyan) красителя цветной киноплёнки (печатается в красном чувствительном слое киноплёнки через красный светофильтр) и отбеливается вместе с изображением, упрощая технологию лабораторной обработки. Применение специальных звукочитающих блоков с источником красного света, позволяет достичь эффективности, сопоставимой с серебряной фонограммой. Голубой краситель задерживает красный свет в наибольшей степени, поскольку является дополнительным к нему. Большинство современных фильмокопий выпускается с «циановыми» аналоговой фонограммой Dolby SR и цифровой SDDS, которые считываются в кинопроекторе звукоблоком на основе красного светодиодного лазера. Звукоблоками для чтения таких фонограмм могут дополнительно оснащаться кинопроекторы с устаревшими звукочитающими системами. Цифровая дорожка Dolby Digital не поддерживает технологию циановых фонограмм и печатается без светофильтра во всех трёх слоях киноплёнки.

### Аналоговые фонограммы
В прокатных фильмокопиях могут использоваться обесшумленные аналоговые фонограммы трёх типов: 
- Монофоническая — классическая оптическая фонограмма, существующая с момента стандартизации звукового кино в 1932 году. Такая фонограмма может представлять собой одну, две и более дорожек переменной ширины, на которых записан один канал звука. Чаще всего встречается двухдорожечная одноканальная фонограмма, снижающая искажения заплывания[35]. Другое число дорожек в современных фильмокопиях не используется[36].

Монофоническая оптическая дорожка встречается на архивных фильмокопиях, выпущенных советским кинопрокатом до конца 1980-х годов. Ширина, отведённая ей на 35-мм киноплёнке, оставалась неизменной с 1932 года и составляла 1/10 дюйма, или 2,54 мм. По ГОСТ 25704-83 двухдорожечная фотографическая фонограмма 35-мм фильмокопий занимала ширину 1,90 мм, а на 16-мм фильмах этот же размер составлял 1,50 мм. С начала 1990-х годов оптическая фонограмма получила новый международный стандарт ISO 17266 и на 35-мм киноплёнке располагается на дорожке шириной 1,93 мм. 16-мм фильмокопии в настоящее время не выпускаются. Современная аналоговая фонограмма создаётся по более сложной технологии и может быть двух разновидностей:
- Dolby Stereo — четырёхканальная фонограмма с шумоподавлением системы «Dolby». Магнитная фонограмма, которая служит источником для такой дорожки, содержит четыре канала: три фронтальных и один канал окружения. После компрессирования и кодирования матричным устройством «Долби Стерео-35» звуковая информация записывается в аналоговой форме на две дорожки оптической фонограммы[39];
- Dolby SR (англ. Spectral Recording) — четырёхканальная фонограмма, аналогичная «Dolby Stereo», но с улучшенными характеристиками звучания за счёт разделения сигналов на 67 частотных полос. Кроме четырёх таких же каналов возможно получение дополнительного пятого эффектного выделением низких частот из основных каналов[39][34]. В случае отсутствия процессора, поддерживающего стандарты «Dolby Stereo» и «Dolby SR», оба типа фонограммы воспроизводятся как одноканальная;

Последний тип фонограммы обеспечивает наиболее высокое качество звука: динамический диапазон 60 дБ, полоса частот до 12,5 кГц (до 16 при записи лазером) и коэффициент гармоник менее 1%.

### Цифровые фонограммы
Первым цифровым форматом кинематографического звука стал CDS (англ. Cinema Digital Sound), разработанный компанией Optical Radiation Corporation совместно с Kodak в 1990 году. Шестиканальная оптическая цифровая фонограмма такого стандарта впечатывалась на киноплёнку вместо стандартной аналоговой между перфорацией и изображением. По такой системе были выпущены всего несколько фильмов из-за невозможности проката фильмокопий стандартными кинопроекторами. В дальнейшем получили распространение цифровые фонограммы других стандартов, располагающихся на других участках киноплёнки, что позволило сохранить аналоговую фонограмму на привычном месте в качестве резервной или для стандартных киноустановок. При нарушениях считывания цифровой фонограммы из-за повреждений киноплёнки или по другим причинам, звукоблок проектора автоматически переключается на воспроизведение аналоговой до момента восстановления нормальной работы цифрового звука. 
В отличие от стандарта CDS, не использовавшего компрессию звукоданных, современные цифровые фонограммы предусматривают различные технологии сжатия с потерями, основанные на удалении «избыточной» информации. 
Как правило, на большинстве фильмокопий присутствует несколько цифровых фонограмм разных стандартов, что позволяет осуществлять прокат в кинотеатрах, оснащённых разным оборудованием, поддерживающим какую-либо из этих систем. Наибольшее распространение получили два типа совмещённых цифровых фонограмм.

### Dolby Digital
В 1991 году компания Dolby Laboratories разработала цифровую технологию оптической записи и воспроизведения многоканального звука для 35-мм киноплёнки Dolby Digital. Независимые левый, центральный, правый каналы, раздельные левый и правый каналы окружающего звука зала, плюс канал низкочастотных эффектов преобразовывались в цифровой поток, который затем подвергался информационному сжатию по алгоритму Dolby AC-3. Цифровая информация была размещена на «нерабочей» части плёнки — между отверстиями перфорации. Дополнительно к многоканальности, оптическая цифровая запись Dolby Digital обеспечивает большой динамический диапазон в 97 дБ, полосу частот от 20 Гц до 20 кГц, низкий уровень гармонических искажений 0,001% и повышенную износоустойчивость фонограммы. Показ первого фильма с использованием системы Dolby Digital, «Бэтмен возвращается», состоялся в кинотеатрах в 1992 году. В настоящее время стандарт Dolby Digital получил в российском кинопрокате наибольшее распространение, несмотря на относительно невысокое качество звука по сравнению с другими цифровыми стандартами.
Более современная версия Dolby Digital Surround EX содержит дополнительный тыловой канал, и впервые использована в картине «Звёздные войны. Эпизод I: Скрытая угроза» в 1999 году.

### SDDS
Sony Dynamic Digital Sound (SDDS) — цифровая система многоканального звука фирмы «Сони». Впервые система была использована для записи звука картины «Последний киногерой» в 1993 году. Восьми- или шестиканальное звуковое сопровождение к фильму печатается фотографическим методом в голубом слое 35-мм киноплёнки с её обоих краёв за пределами перфорации. Обе дорожки «циановой» фонограммы с взаимным смещёнием на 7 кадров, дублируют друг друга для повышения надёжности воспроизведения. В системе SDDS используется кодирование с потерями ATRAC (англ. Adaptive Transform Acoustic Coding). В восьмиканальной фонограмме SDDS скорость цифрового потока составляет 1136 кбит/c. Для совместимости с уже установленным в кинотеатрах оборудованием, разработчики предусмотрели декодирование восьмиканальной фонограммы в шести- и четырёхканальный звук.